# Tracy Gletscher
Tracy Gletscher är en glaciär i Grönland (Kungariket Danmark).   Den ligger i kommunen Qaasuitsup, i den nordvästra delen av Grönland, 1 600 km norr om huvudstaden Nuuk. Tracy Gletscher ligger 294 meter över havet.
Terrängen runt Tracy Gletscher är huvudsakligen kuperad, men den allra närmaste omgivningen är platt.  Trakten runt Tracy Gletscher är nära nog obefolkad, med mindre än två invånare per kvadratkilometer. Det finns inga samhällen i närheten. Trakten runt Tracy Gletscher är permanent täckt av is och snö.